# Bentley T-Series

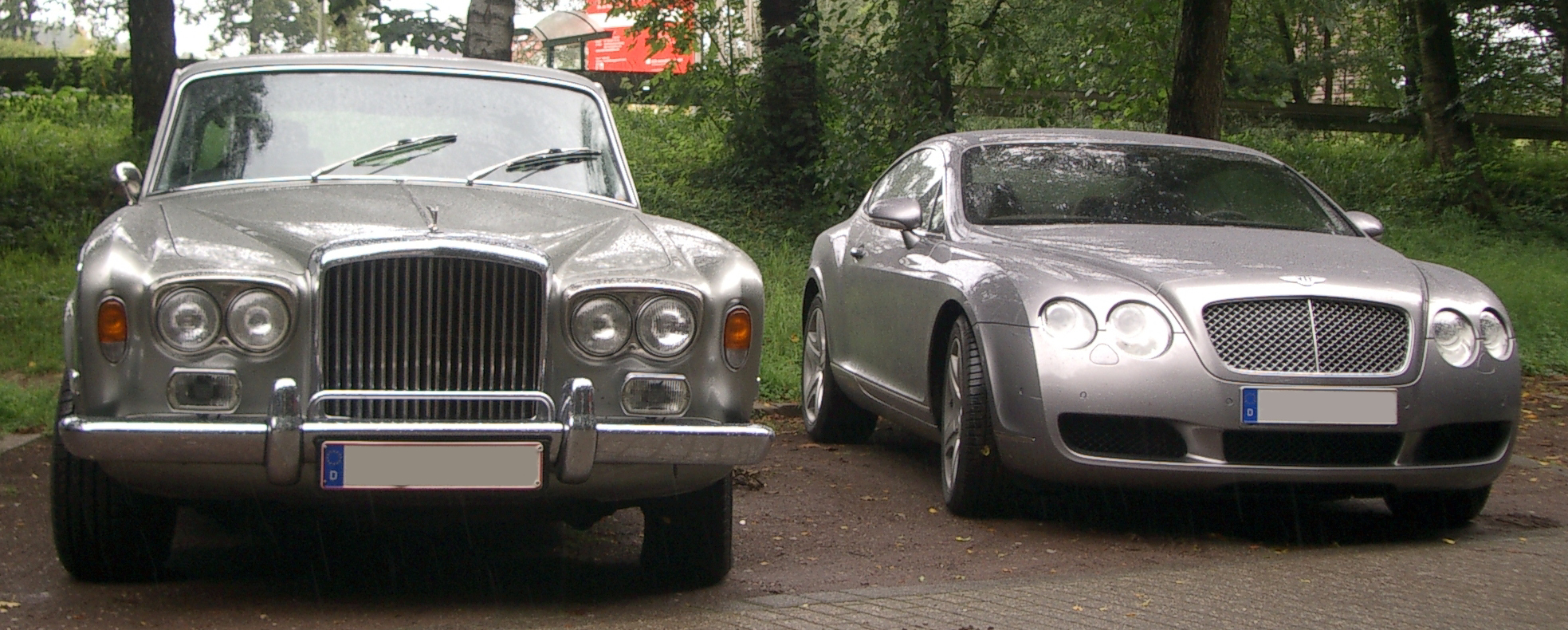
Bentley T1 neben einem Bentley Continental GT

Unter dem Begriff Bentley T-Series werden die Modelle Bentley T (bzw. T1) und Bentley T2 zusammengefasst. Die Fahrzeuge waren baugleich mit dem Rolls-Royce Silver Shadow; Bentley war eine zweite Marke von Rolls-Royce. Die T-Serie löste 1966 die Bentley-S-Serie ab. Das Fahrzeug hieß während seiner Bauzeit Bentley T; nach Einführung der überarbeiteten Baureihe T2 erhielt die erste Serie nachträglich zur besseren Unterscheidung die Bezeichnung T1.

## Geschichte und Schwestermodell Rolls-Royce Silver Shadow
Der 1965 vorgestellte Bentley T war, entsprechend dem Rolls-Royce Silver Shadow, das erste Bentley-Modell mit selbsttragender Karosserie. Das Auto hatte eine zentralhydraulische Niveauregulierung, ähnlich der Hydropneumatik von Citroën, und vier Scheibenbremsen. Es war konstruktiv und selbst in der Ausstattung nahezu gleich mit dem Silver Shadow und machte auch dessen Modellpflege entsprechend mit.
Lediglich Kühlergrill, Radzierkappen und Typenschilder waren äußere Unterscheidungsmerkmale. Auf den Instrumenten ist jedoch auch beim Bentley das doppelte R der Marke Rolls-Royce angebracht, ebenso auf dem Motorblock und dem Ventildeckel. Auch die von Rolls-Royce entworfene Karosserie war außer einer dem Kühlergrill angepassten Motorhaube gleich.
Im Vergleich zum Rolls-Royce Silver Shadow war das Fahrwerk geringfügig straffer abgestimmt.
Der Bentley T war etwas günstiger als sein Schwestermodell von Rolls-Royce. Im Oktober 1966 wurde die T-Limousine vor Steuern zu einem Listenpreis von 5375 £ angeboten; er war damit in Großbritannien um 50 £ billiger als ein Rolls-Royce Silver Shadow. In anderen Ländern – wie Deutschland waren die Fahrzeuge gleich teuer; in der Schweiz waren Bentleys teilweise wenig teurer als die baugleichen Rolls-Royce.

## Karosserieversionen
Der T1 wurde als Limousine und vorübergehend auch als Coupé und Cabriolet angeboten; den weiterentwickelten T2 gab es hingegen nur als Limousine mit unterschiedlichen Radständen.

### Limousine mit langem Radstand
T1 und T2 wurden als „Saloon“ und mit verlängertem Radstand als „Limousine“ angeboten. Diese Modelle, T1 LWB (Long Wheel Base) und T2 LWB, waren jeweils baugleich mit den entsprechenden Rolls-Royce-Modellen Silver Shadow I LWB und Silver Wraith II (der Rolls-Royce Silver Shadow II mit langem Radstand hatte den eigenen Namen Silver Wraith II). Bei der Limousine war der Radstand um 10 cm verlängert; diese Verlängerung kam dem hinteren Passagierabteil zugute. Entsprechend waren die hinteren Türen bei den LWB-Fahrzeugen um 10 cm länger; außerdem erhielten die LWB die Radzierkappen der höheren Baureihen Corniche und Camargue. Die LWB-Fahrzeuge waren mit Trennscheibe zwischen hinterem Passagierabteil und Fahrerabteil lieferbar; in diesem Fall entfielen die hinteren seitlichen Schminkspiegel in den C-Säulen zugunsten der Zwangsentlüftung.
Während Rolls-Royce Silver Shadow I LWB und Silver Wraith II üblicherweise mit Everflex-Dach und damit auch mit einer verkleinerten Heckscheibe geliefert wurden, wurden die Bentley T1 LWB und T2 LWB meist ohne Everflex-Dach und daher mit normaler Heckscheibe geliefert. Es handelte sich dabei jedoch nur um Empfehlungen von Rolls-Royce; es gibt auch jeweils umgekehrt gestaltete Fahrzeuge.

### T Coupé
Auf der Basis des Bentley T gab es im Laufe der Zeit drei verschiedene Zweitürer mit geschlossenem Aufbau:

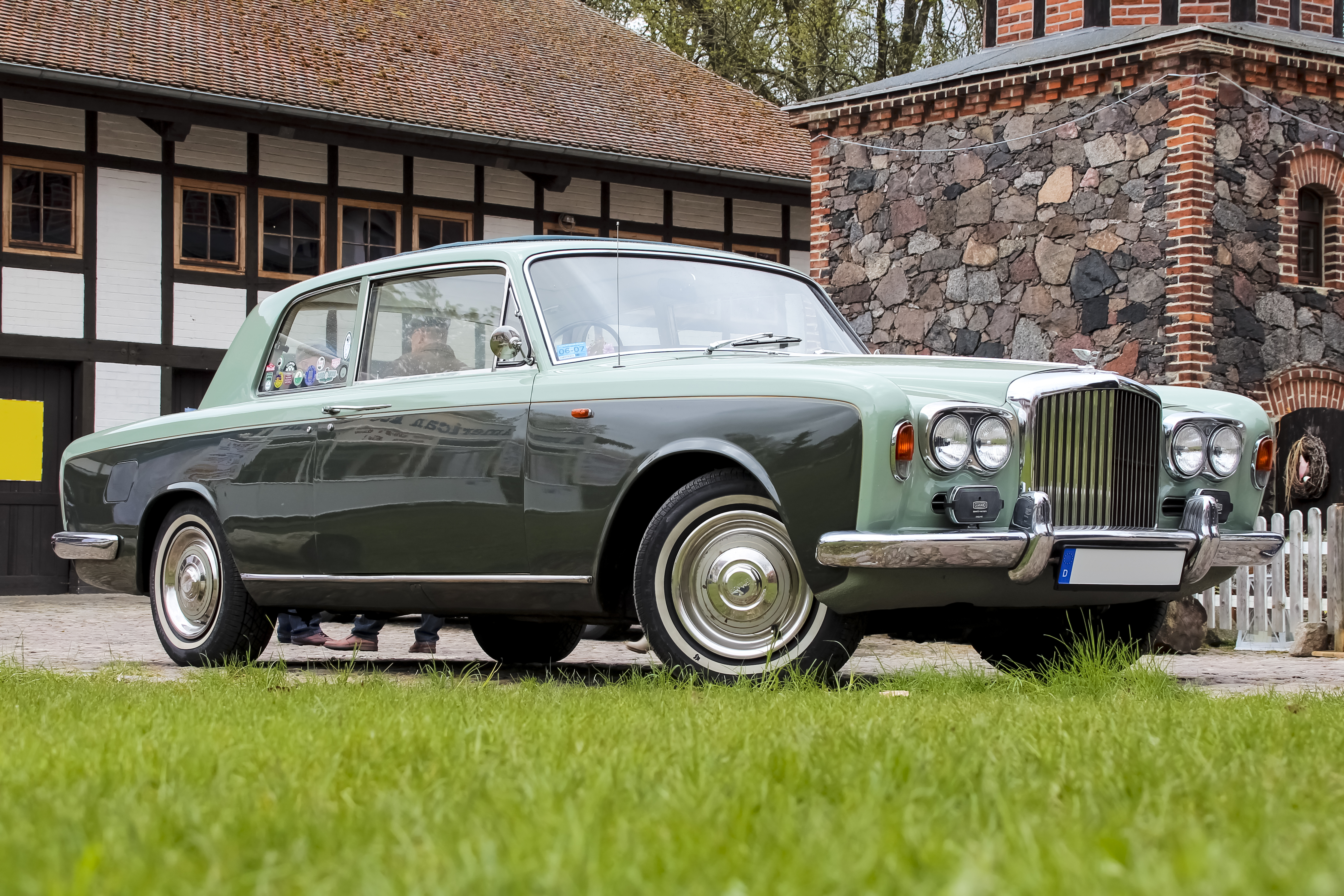
Bentley T Two Door Saloon by James Young.

#### James Young Two Door Saloon
Die erste zweitürige Version des Bentley T1 entwarf das selbständige britische Karosseriewerk James Young Coachbuilder. Das traditionsreiche Unternehmen, das in früheren Jahren zahlreiche Sonderaufbauten für Rolls-Royce- und Bentley-Chassis konstruiert hatte, ließ den Radstand, die Technik und die Struktur des werksseitigen Aufbaus grundsätzlich unverändert; das galt auch für die rückwärtige Dachlinie. Schließlich behielt James Young auch die gerade verlaufende Gürtellinie des Limousinenaufbaus bei. Statt der jeweils vier Seitentüren fügte das Karosseriewerk lediglich je eine längere Tür auf der Fahrer- und Beifahrerseite ein. Der James-Young-Aufbau wurde als Two Door Saloon bezeichnet. Insgesamt entsprach er eher einer zweitürigen Limousine als einem Coupé; die Linien wurden mitunter als streng empfunden. Zwischen 1966 und 1967 stellte James Young 15 zweitürige Fahrzeuge auf der Basis des Bentley-T-Modells her. 35 weitere, abgesehen vom Kühlergrill identische Zweitürer entstanden auf der Basis des Rolls-Royce Silver Shadow. Die zweitürigen Versionen des T-Modells und des Silver Shadow waren die letzten Sonderkarosserien von James Young; das Werk wurde 1967 geschlossen.

#### Mulliner Park Ward Coupé
Nachdem James Young seine zweitürige Version des T-Modells vorgestellt hatte, präsentierte Bentley ein eigenes Coupé mit einer von Bill Allen entworfenen Karosserie. Der Aufbau war im Heckbereich eigenständig. Das Coupé zeigte deutlich geschwungene Linien über der Hinterachse und eine leicht abfallende Heckpartie. Die Karosserie des Werkscoupés wurde bei Mulliner Park Ward hergestellt, einem traditionsreichen britischen Karosseriebauunternehmen, das seit einigen Jahren zu Rolls-Royce gehörte. Das Werkscoupé – und sein Pendant bei Rolls-Royce – blieb lange im Programm. Anfänglich wurde es unter dem Namen Bentley T verkauft. Von 1971 bis zu dem Produktionsende 1982 trug es – ebenso wie die baugleiche Rolls-Royce-Version – die Bezeichnung Corniche.

#### Pininfarina Coupé

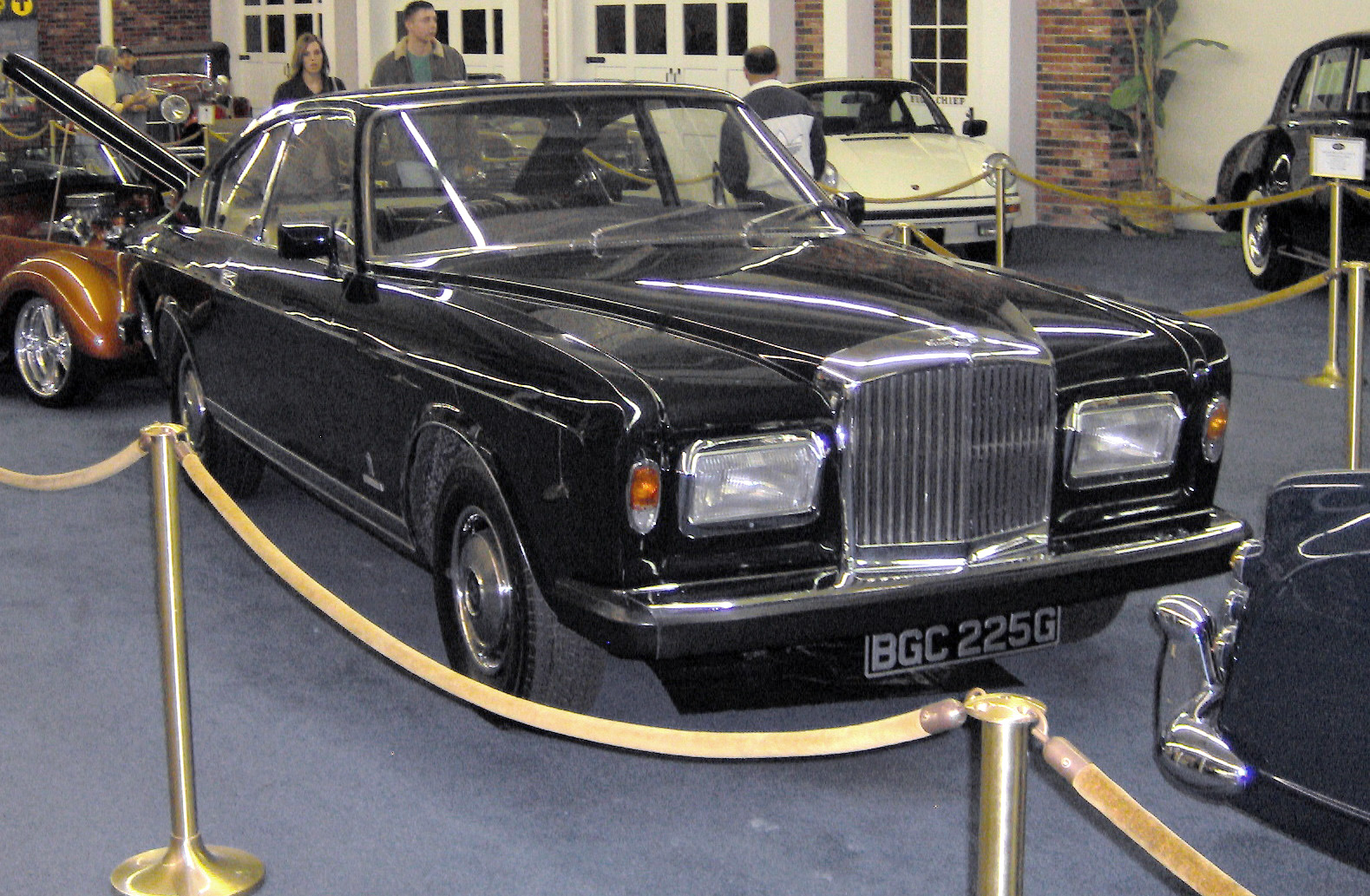
Pininfarina Bentley T Coupé

1968 gestaltete Pininfarina im Auftrag eines Kunden ein zweitüriges Coupé mit einem Semi-Fließheck auf der Basis des Bentley T. Die Karosserie war gänzlich eigenständig. Pininfarina verwendete zahlreiche Anbauteile von Großserienfahrzeugen. Dazu gehörten die runden Rückleuchten des Opel Rekord B und die rechteckigen Scheinwerfer des Opel Rekord C. Das Fahrzeug blieb ein Einzelstück.

### Cabriolet
Von der Karosserie des Werkscoupés wurde ein viersitziges Cabriolet abgeleitet, das anfänglich Bentley T Drophead Coupé hieß und später als Corniche (1971 bis 1983) bzw. Continental (ab 1984) verkauft wurde (siehe Rolls-Royce Corniche (1971–1987)).

## Leistungsdaten des Bentley T2
Der Bentley T2 hat eine Beschleunigung von 0 auf 100 km/h von 11,1 Sekunden. Die Höchstgeschwindigkeit beträgt 185 km/h. Das Fahrzeug verbraucht 22 Liter/100 Kilometer.

## Produktionszahlen Bentley T-Serie
| Typ                                   | Zeitraum  | Anzahl |
| ------------------------------------- | --------- | ------ |
| Bentley T1                            | 1965–1977 | 1703   |
| Bentley T1 LWB                        | 1971–1976 | 9      |
| Bentley T1 Coupé (Mulliner Park Ward) | 1966–1971 | 99     |
| Bentley T1 Coupé James Young          | 1966–1967 | 15     |
| Bentley T1 Pininfarina Coupé          | 1968      | 1      |
| Bentley T1 Cabriolet                  | 1967–1971 | 41     |
| Bentley T2                            | 1977–1980 | 558    |
| Bentley T2 LWB                        | 1977–1980 | 10     |